# Herb gminy Trzcinica
Herb gminy Trzcinica – jeden z symboli gminy Trzcinica, ustanowiony w 1996.

## Wygląd i symbolika
Herb przedstawia na tarczy w polu czerwonym srebrny topór ze złotą rękojeścią w ozdobnym, srebrnym kartuszu zwieńczonym srebrną koroną i drugim toporem. Jest to godło z herbu Oksza, którym posługiwał się ród Trzcińskich. 